# Rauhia
Rauhia Traub – rodzaj roślin z rodziny amarylkowatych. Obejmuje pięć gatunków, występujących endemicznie na kamienistych zboczach Andów w Peru.
Nazwa naukowa rodzaju została nadana na cześć Wernera Rauha, żyjącego w latach 1913–2000 niemieckiego botanika w Heidelbergu, specjalisty sukulentów i bromeliowatych Madagaskaru.

## Morfologia

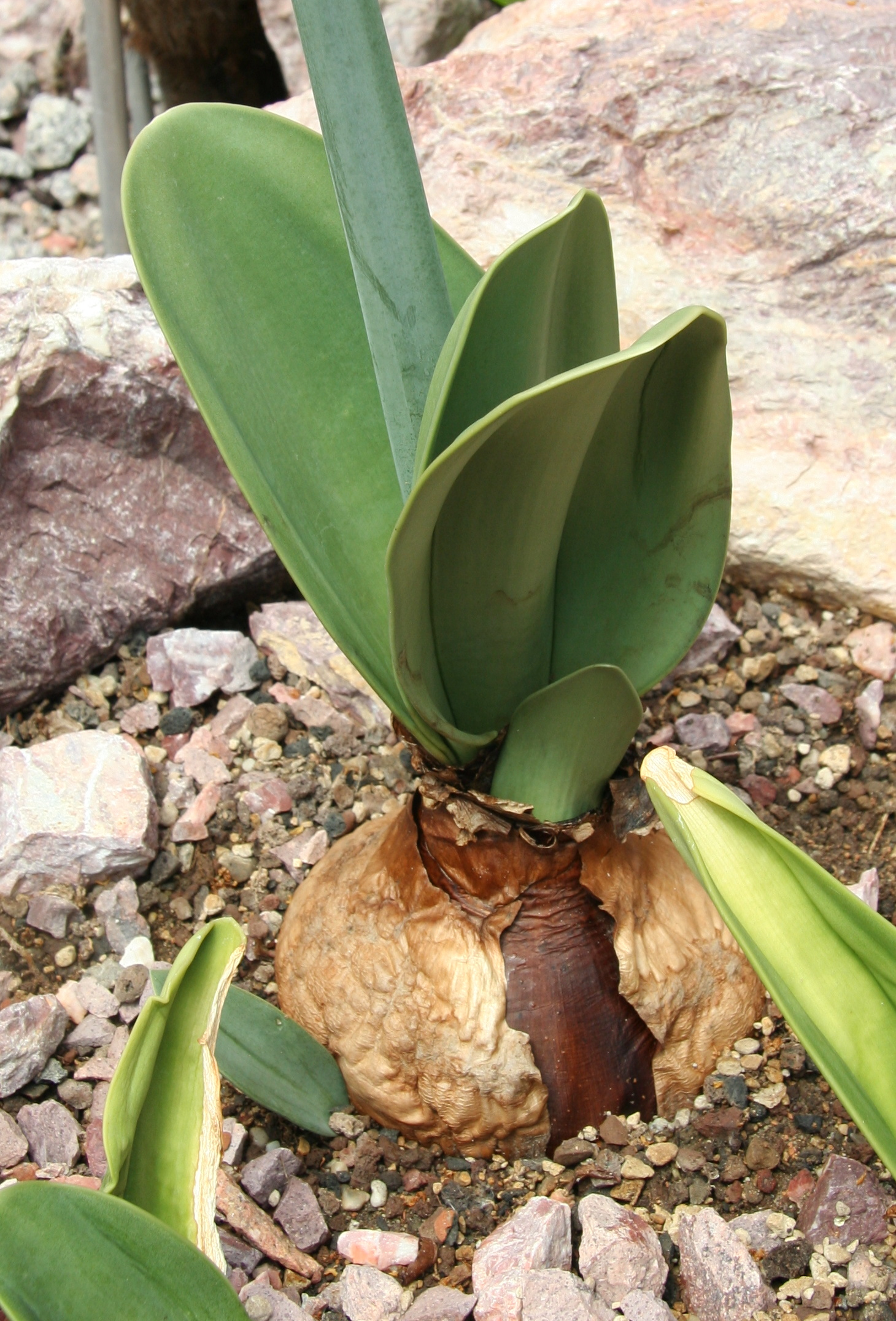
Rauhia multiflora

PokrójWieloletnie rośliny zielne.
PędPodziemna, jajowata cebula o średnicy ok. 5,5–15 cm, okryta wpierw mięsistymi, potem papierzastymi łuskami.
LiścieRośliny wypuszczają raz w roku po przekwitnięciu wznoszące się, dystychiczne liście o blaszce owalnej do podługowatej, omszonej, mięsistej.
KwiatyPołożone poziomo lub opadające, zebrane w baldachowaty kwiatostan, wyrastający na pełnym głąbiku, wspartym dwiema lancetowatymi podsadkami. Okwiat zielonkawobiaławy. Listki okwiatu odwrotnielancetowate, w dolnej części zrośnięte w lejkowatą rurkę, powyżej rozchylone.
OwocePękające torebki.

## Systematyka
Pozycja systematycznaRodzaj z plemienia Stenomesseae (Eucharideae), podrodziny amarylkowych Amaryllidoideae z rodziny amarylkowatych Amaryllidaceae.
Wykaz gatunków
- Rauhia albescens Meerow & Sagást.
- Rauhia decora Ravenna
- Rauhia multiflora (Kunth) Ravenna
- Rauhia occidentalis Ravenna
- Rauhia staminosa Ravenna

## Zastosowanie
Rauhia multiflora uprawiana jest jako roślina ozdobna. W uprawie jest wiecznie zielona.